# Tees Transporter Bridge
De Tees Transporter Bridge, ook wel bekend als de Middlesbrough Transporter Bridge, is een zweefbrug in noord-Engeland over de rivier Tees. Onder de brug hangt een gondel. Deze biedt plaats aan 200 personen en maximaal negen personenwagens. Een oversteek duurt zo'n twee minuten. De brug verbindt Middlesbrough, op de zuidoever, met Stockton-on-Tees, op de noordoever van de Tees, en is onderdeel van de A178 van Middlesbrough naar Hartlepool.

## Geschiedenis
In 1831 was Middlesbrough een kleine plaats met 154 inwoners en ze gebruikten roeiboten om de rivier over te steken. De stad breidde snel uit en telde in 1901 al 90.000 inwoners. Om het toenemende aantal mensen over de rivier te brengen kwam in 1862 de eerste stoomboot in de vaart, de Progress. In 1874 kwam een grote veerboot in de vaart, de Preserverance, die ook paarden en karren kon meenemen.
In 1872 kwam het eerste idee voor een zweefbrug op tafel. Charles Smith (1843-82), een bedrijfsleider van de Hartlepool Ironworks, diende een bouwplan in, maar verder dan dit stadium kwam het niet. Aan het begin van de 20e eeuw werd een nieuw plan ingediend en in 1907 werd ingestemd met de bouw van de zweefbrug. De verwachtte bouwkosten werden geraamd op £ 68.026 en Sir William Arrol & Co., een Schots bedrijf gevestigd in Glasgow, was de aannemer. Er werd gekozen voor een zweefbrug om het scheepvaartverkeer op de rivier zo min mogelijk te hinderen.
In juli 1909 werden caissons aangelegd op beide oevers. De grond werd verwijderd tot een harde ondergrond werd bereikt. De caissons werden vervolgens volgestort met beton waarmee een stevige basis onder de pijler van vakwerk werd bereikt. Op elke pijler rust een vakwerkbrug, die 42 meter uitsteekt aan de landzijde en 86 meter lang is voor het deel boven de rivier. De twee delen zijn boven het midden van de rivier aan elkaar bevestigd. De formele eerste steen werd op 3 augustus 1910 gelegd door de burgemeester van Middlesbrough, Thomas Gibson-Poole en wethouder Joseph McLauchlan, de initiatiefnemer van het plan. De openingsceremonie vond plaats op 17 oktober 1911 en werd verricht door prins Arthur van Connaught. De totale bouwkosten bedroegen £ 87.316: 28% meer dan begroot. Op dat moment was de brug rood van kleur. Met de opening van de brug werd de veerdienst met stoomschepen overbodig.
Iedere 10 jaar moet de burg geverfd worden en in 1961 werd de kleur blauw voor de brug geïntroduceerd.
In december 1993 werd de brug bekroond met de hoogste onderscheiding van de Institution of Mechanical Engineers, The Heritage Plaque, vanwege de technische kwaliteit en als beloning voor de inspanningen om de brug in goede staat te behouden. In 1985 kreeg het erkenning als monument. In 1993 kwamen er schijnwerpers die de brug in de wintermaanden verlichten.
In juli 2000 werd een bezoekerscentrum bij de brug geopend.
In 2011 kreeg de brug een prijs van £ 2,6 miljoen voor verbeterings- en renovatiewerkzaamheden ter gelegenheid van het eeuwfeest van de brug. Dit geld kwam van het Heritage Lottery Fund en werd gebruikt voor de aanleg van een glazen lift naar de bovenste loopbrug en de renovatie van de gondel.
Op 5 maart 2015 bracht het Britse postbedrijf een postzegelreeks uit van bijzondere Britse bruggen, waaronder de Tees Transporter Bridge.
In augustus 2019 werd de brug buiten gebruik gesteld vanwege veiligheidsproblemen. De problemen zijn groot en het herstel zal veel geld vergen en lang duren. De inwoners en de gemeenteraad van de stad zijn wel gecommitteerd om de brug te herstellen.

## Galerij

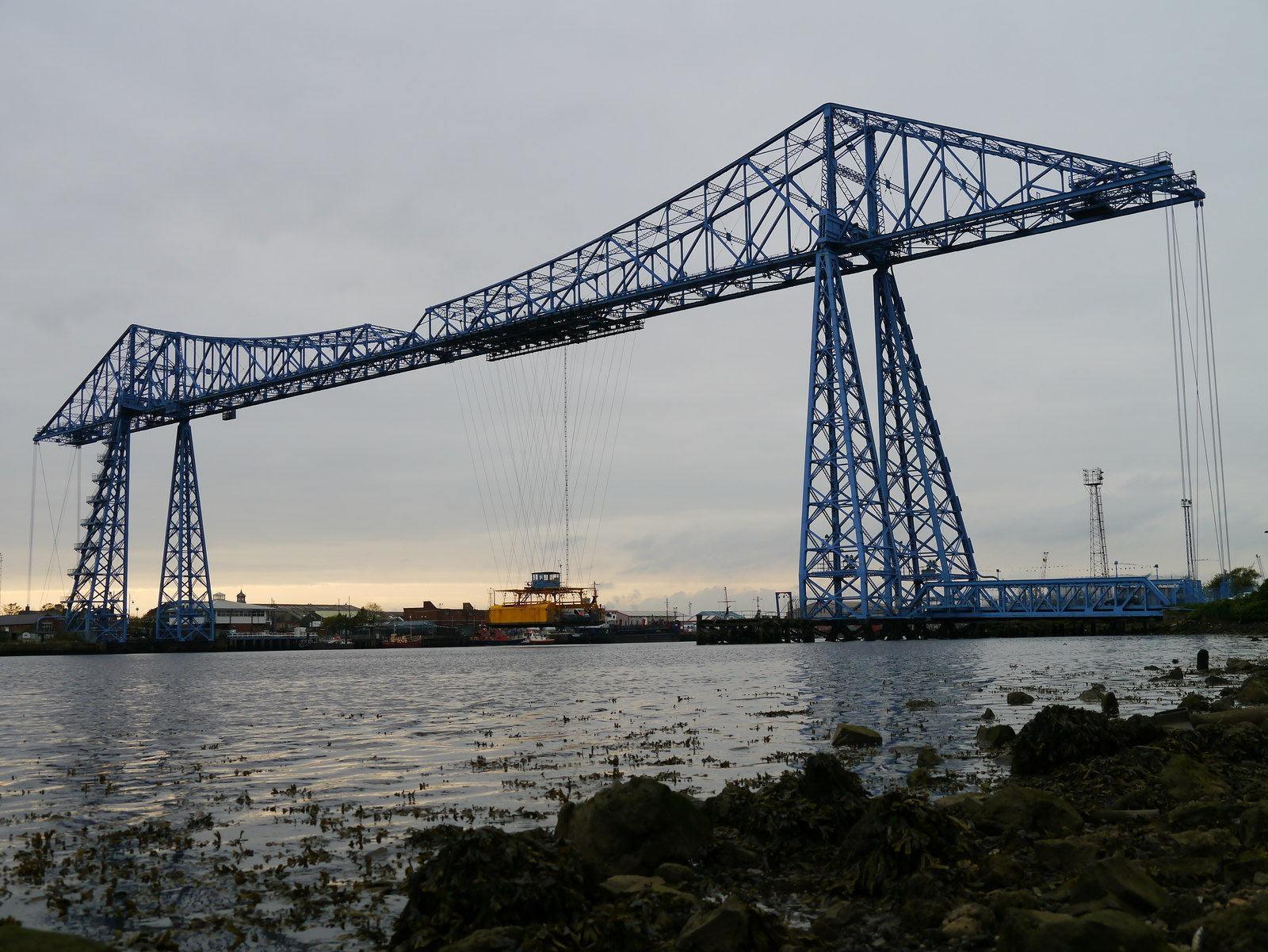
De zweefbrug
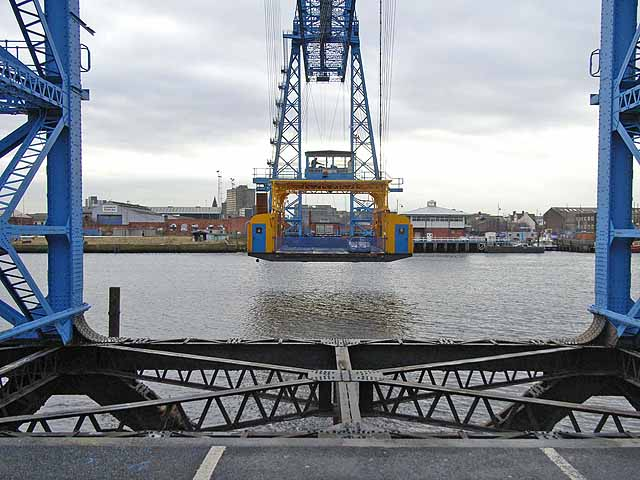
Zicht onder de brug
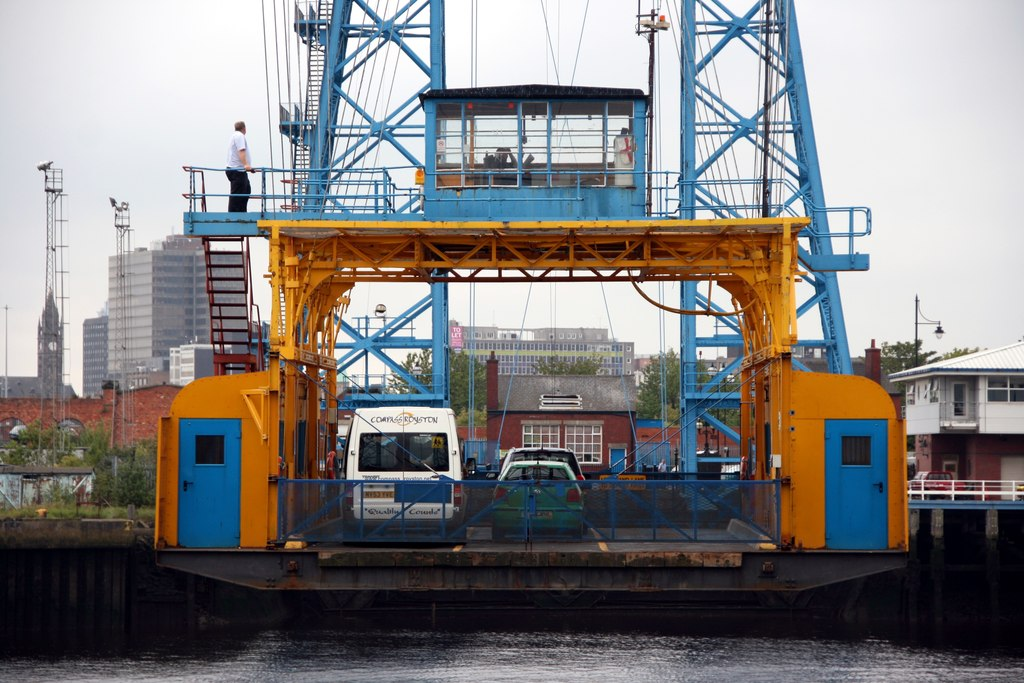
De gondel
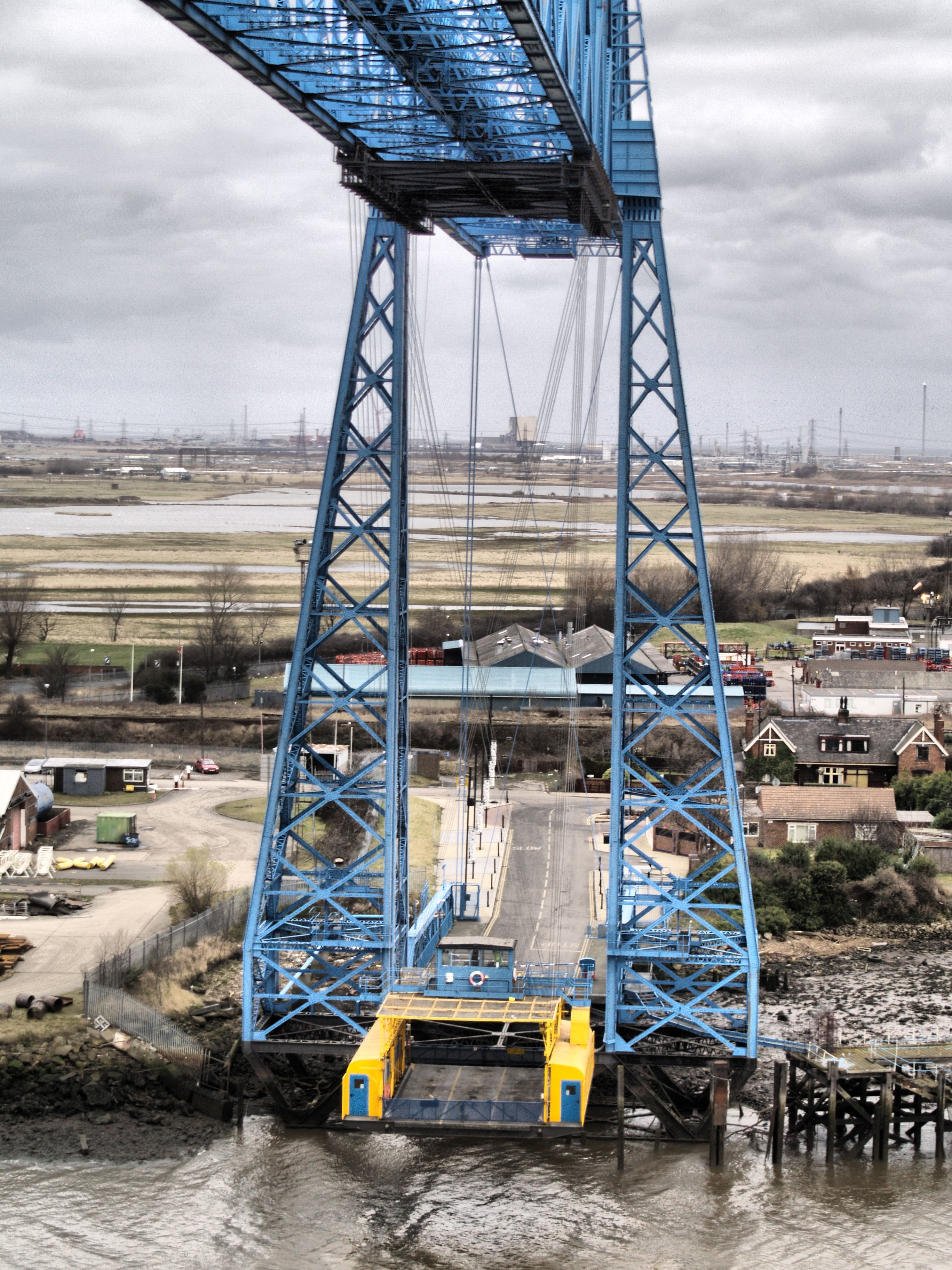
Zicht van boven

## Naslagwerk
- (en) Allan, Dave The Transporter 100 Years of the Tees Transporter Bridge. Middlesbrough Council (2011) ISBN 0860830896